# سیارک ۶۸۸۵۳
سیارک ۶۸۸۵۳ (به انگلیسی: 68853 Vaimaca، نامگذاری:2002HA9) شصت و هشت هزار و هشتصد و پنجاه و سومین سیارک کشف شده‌است که در ۱۹ آوریل ۲۰۰۲ کشف شد.